# Grafton (Utah)

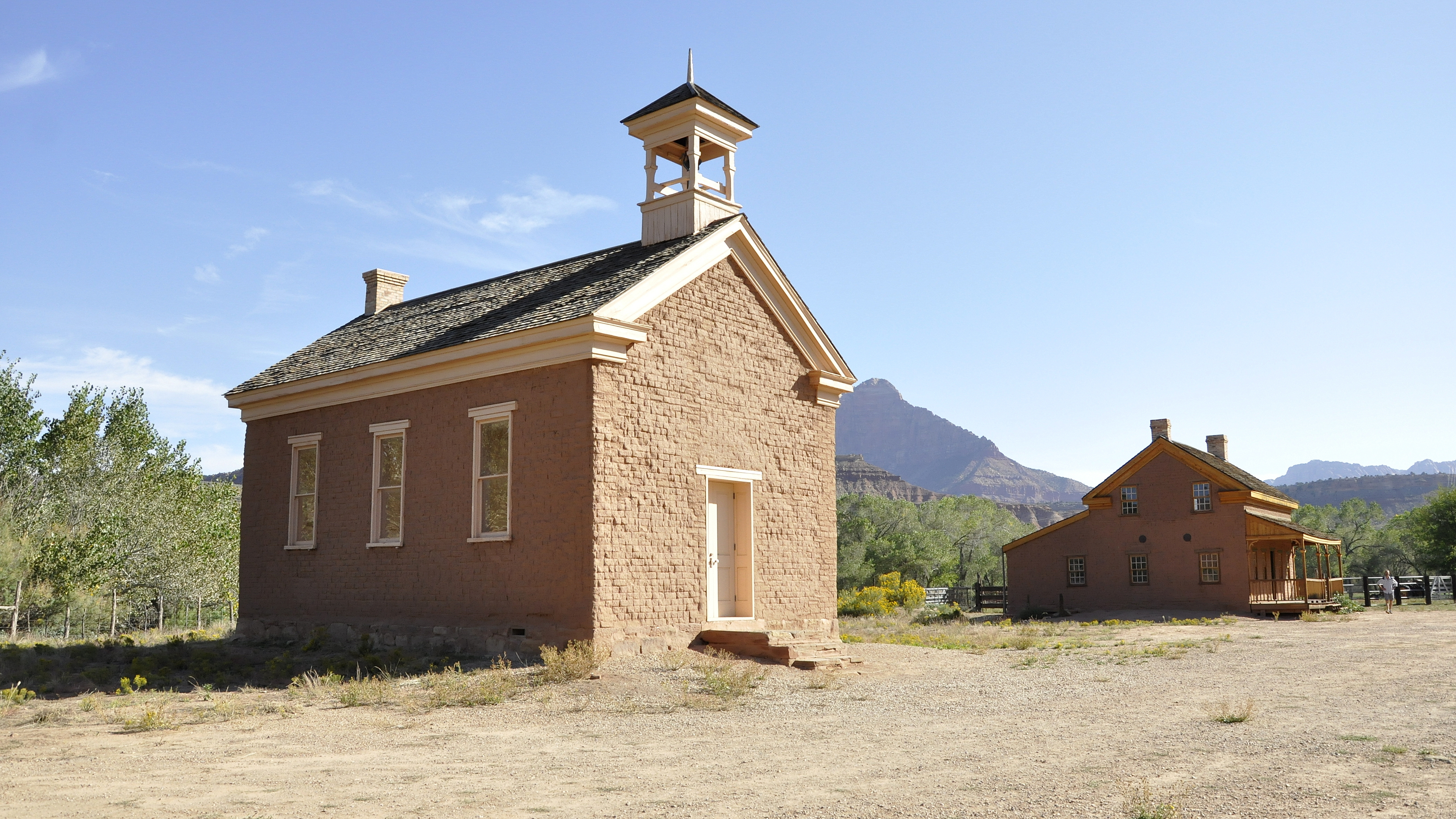
Grafton met vooraan een gebouw uit 1886 dat dienstdeed als kerk, schoolgebouw en gemeenschapshuis

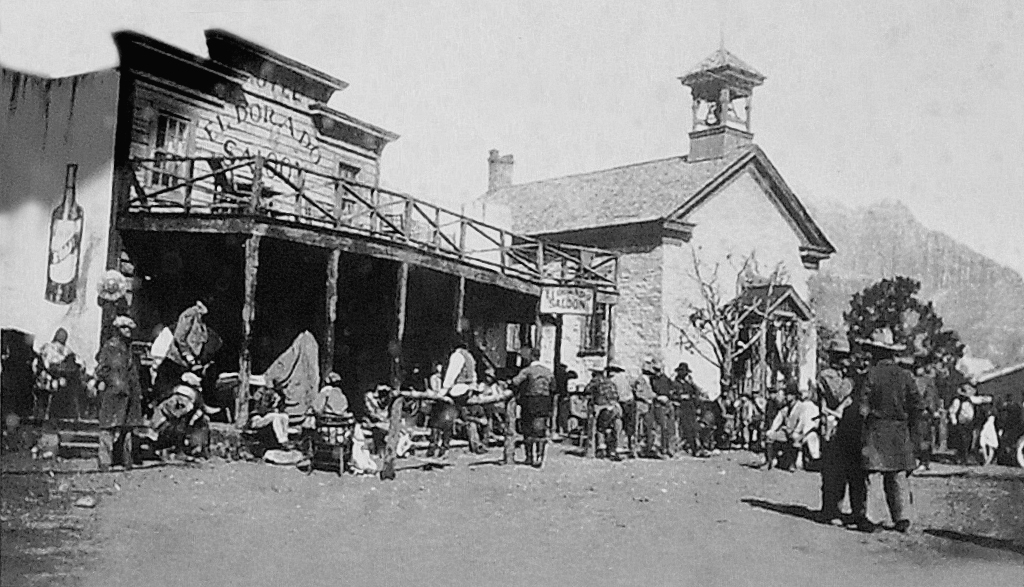
Filmset van In Old Arizona in Grafton met het voor de film gebouwde saloon naast de kerk van Grafton

Grafton is een spookstadje in de Amerikaanse staat Utah. Het ligt aan de zuidelijke oever van de Virgin River, ongeveer 4 km ten westen van Rockville.

## Geschiedenis
De plaats werd in 1859 door mormoonse pioniers gesticht in opdracht van Brigham Young in het kader van een project om katoenplantages op te zetten in Utah. Het waren vijf families uit het nabijgelegen Virgin. Wheeler was de eerste naam die deze nederzetting kreeg. Wheeler werd weggevaagd op 8 januari 1862 toen de Virgin River wekenlang het plaatsje overstroomde. Men bouwde een nieuw stadje, ongeveer een mijl verder stroomopwaarts met als naam New Grafton naar de plaats Grafton in Massachusetts.
In 1864 woonden er 28 families. Irrigatiekanalen en boomgaarden werden aangelegd. Snel besefte men dat alle vruchtbare grond nodig was om te voorzien in het levensonderhoud. Het kerkgebouw dat ook dienstdeed als school tijdens de week en als gemeenschapshuis werd in 1886 gebouwd. Hout voor de balken haalde men van Mount Trumbull, 75 mijl verderop. Op vrijdagavond werd hier gedanst en tijdens de aanleg van Highway 9 kregen tewerkgestelde gevangenen hier in 1916 maaltijden aangeboden. De school sloot in 1919 zijn deuren.
Overstromingen waren niet het enige probleem; ook de grote hoeveelheden slib in de rivier zorgden voor verminderde watertoevoer. Daarnaast had men te maken met constante dreiging van aanvallen door Indianen na het uitbreken van de Black Hawk War (1865-1872). De inwoners verlieten New Grafton en trokken naar Rockville.
Aanhoudende overstromingen beletten de herbevolking en een aantal van de vroegere bewoners trok naar de overzijde van de rivier. In 1890 telde de plaats nog vier families en de laatste inwoners verlieten Grafton in 1944.

## Indianen en blanken
In deze streek leefden Paiute die de komst van de blanke kolonisten in deze streek argwanend bekeken. Vruchtbare grond en water waren schaars voorhanden en vaak vestigden blanken zich dan ook in de buurt van Indianen. In 1865 stalen ze vee in het nabijgelegen Kanab en Paria en twee ranchers werden gedood in Pipe Spring en hun vee gestolen. Dat leidde tot een wraakactie door een mormoonse militie die Indianen doodden bij Pipe Spring die op hun beurt reageerden door de Berry's te doden in Berryville (zie lager).

## Grafton's begraafplaats
Ten oosten van Grafton ligt de plaats waar 74 tot 84 mensen werden begraven. Op een aantal grafstenen is de doodsoorzaak vermeld. Een groot aantal grafstenen is verdwenen. Meisjes van 13 en 14 stierven toen de schommel brak; de negenjarige Joseph Field werd voortgesleept door een paard en van zes personen is zeker dat ze bezweken aan een aanval van difterie. Robert en Joseph Berry en Roberts vrouw Isabella Hales, alle drie twintigers, werden in 1866 in het huidige Glendale (Utah) (destijds Berryville genoemd) gedood door Indianen. Het drietal werd in Grafton begraven omdat het toen de bestuurlijke hoofdplaats van de streek was. Er liggen ook Indianen begraven die in Grafton woonden.

## Grafton en de film
Grafton was de locatie voor de opname in 1929 van de eerste geluidsfilm die buiten een filmstudio werd ingeblikt, In Old Arizona, en van de filmklassieker Butch Cassidy and the Sundance Kid uit 1969.

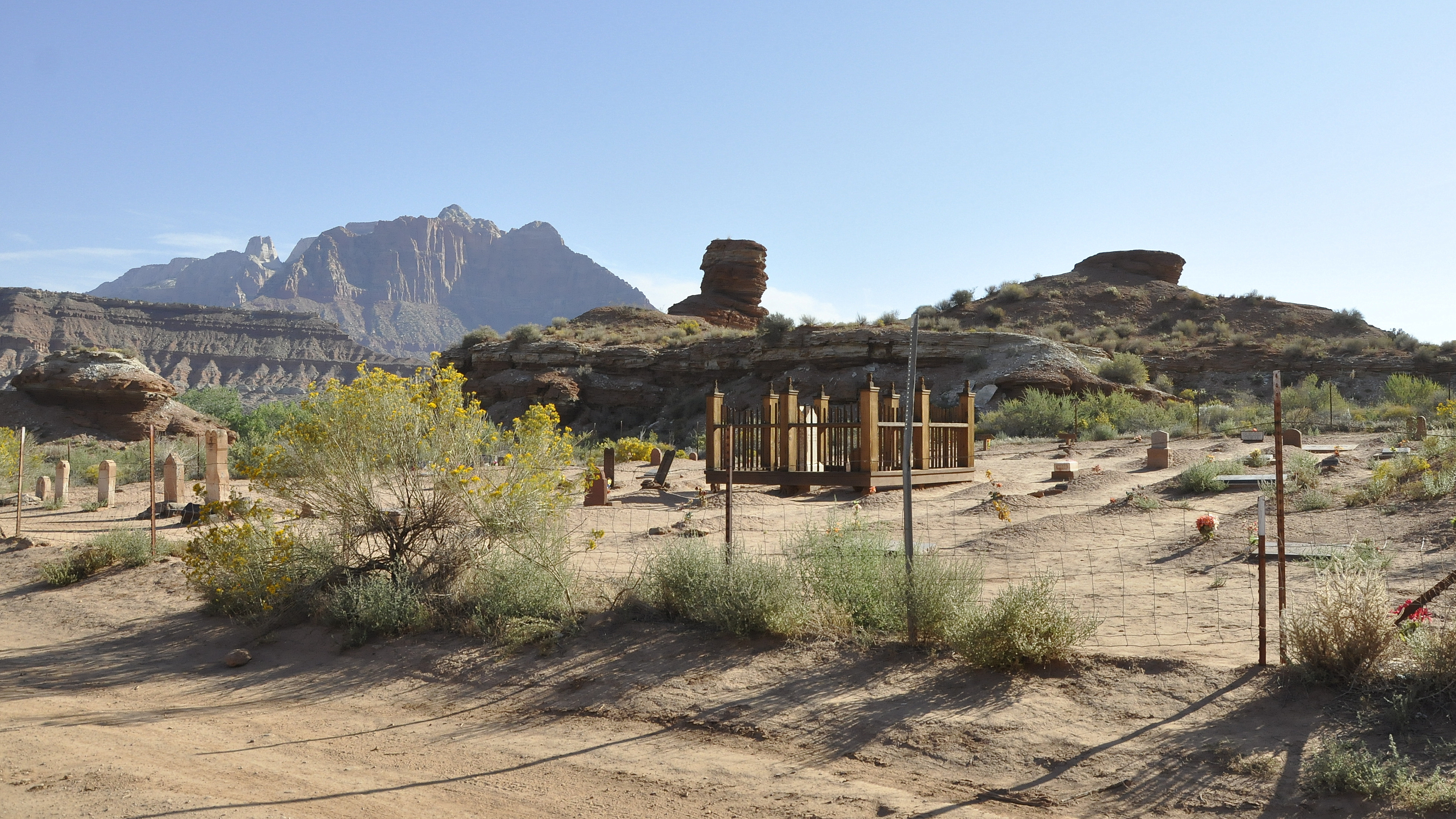
De begraafplaats
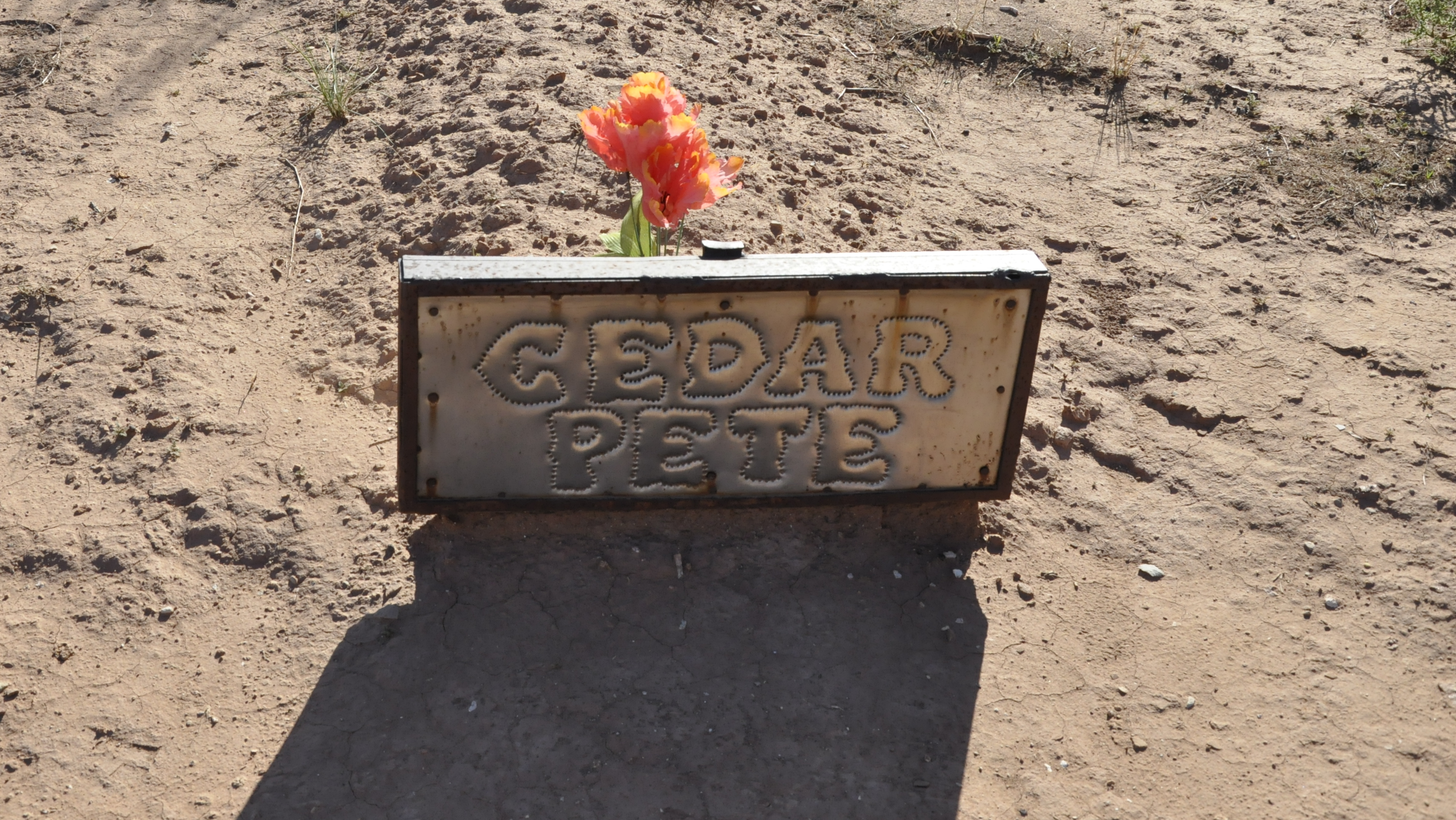
Het graf van de Indiaan Cedar Pete
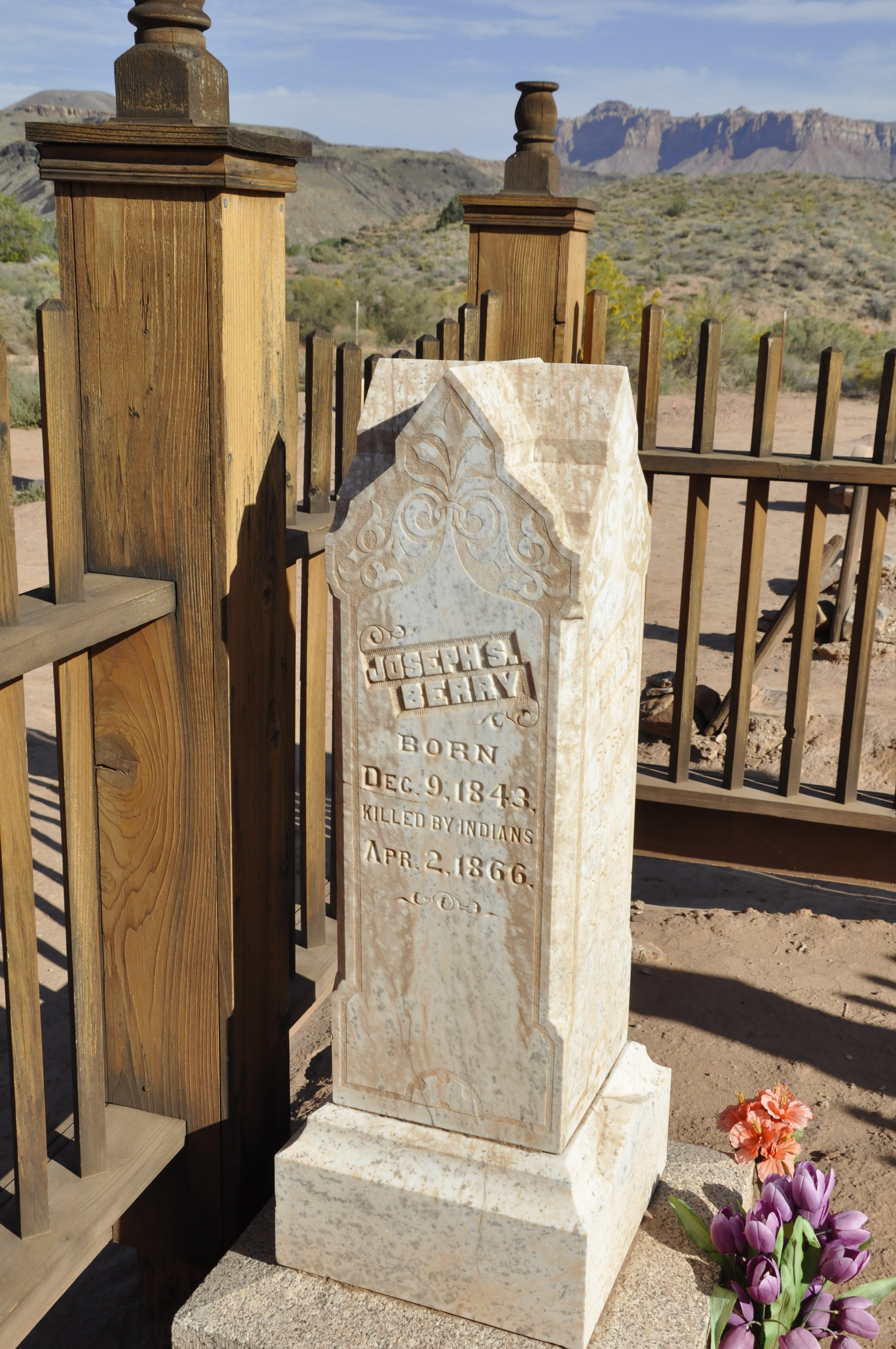
De grafsteen van de Berry's en Isabella Hales
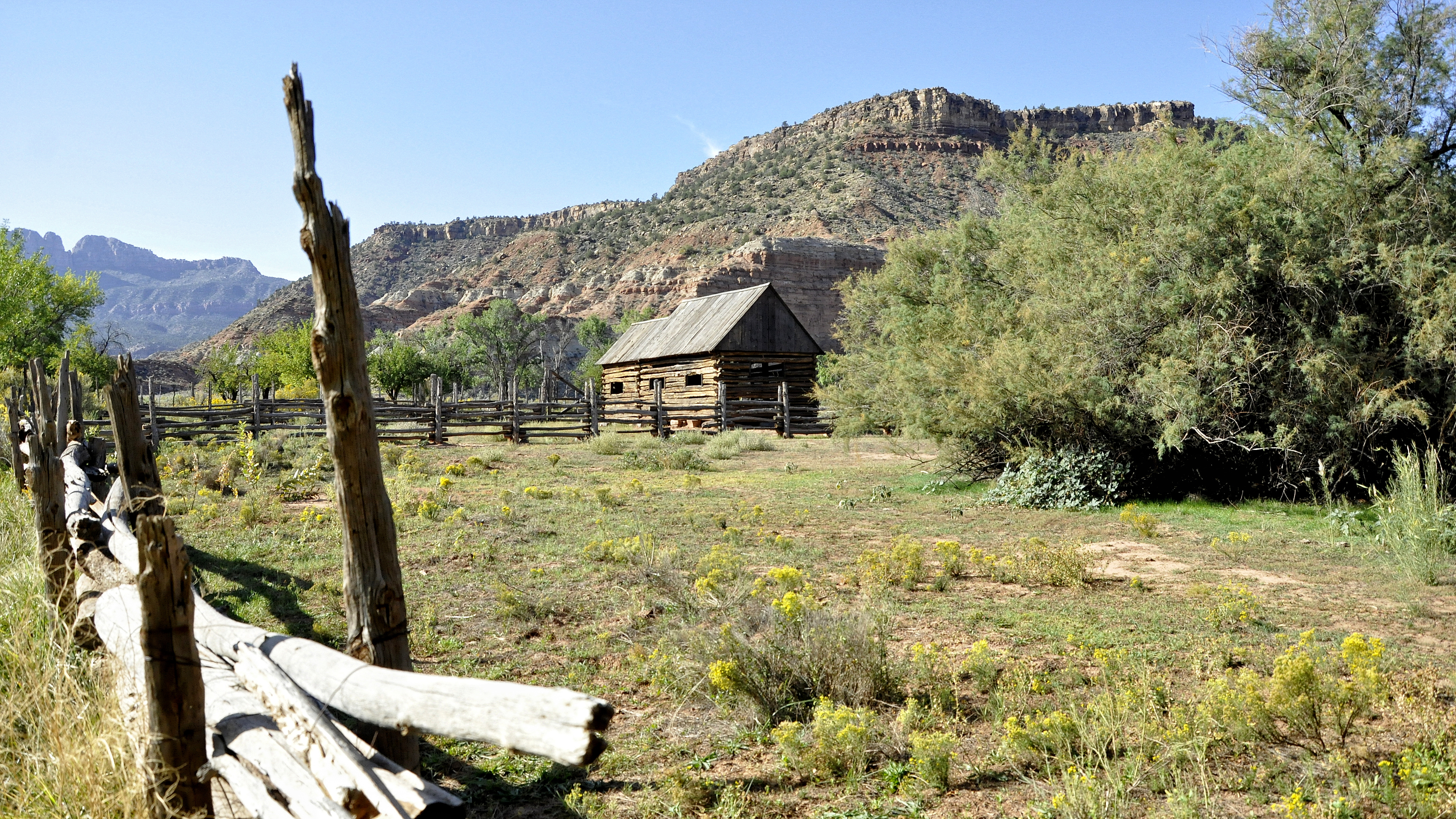
Een boerderij met boomgaard in Grafton
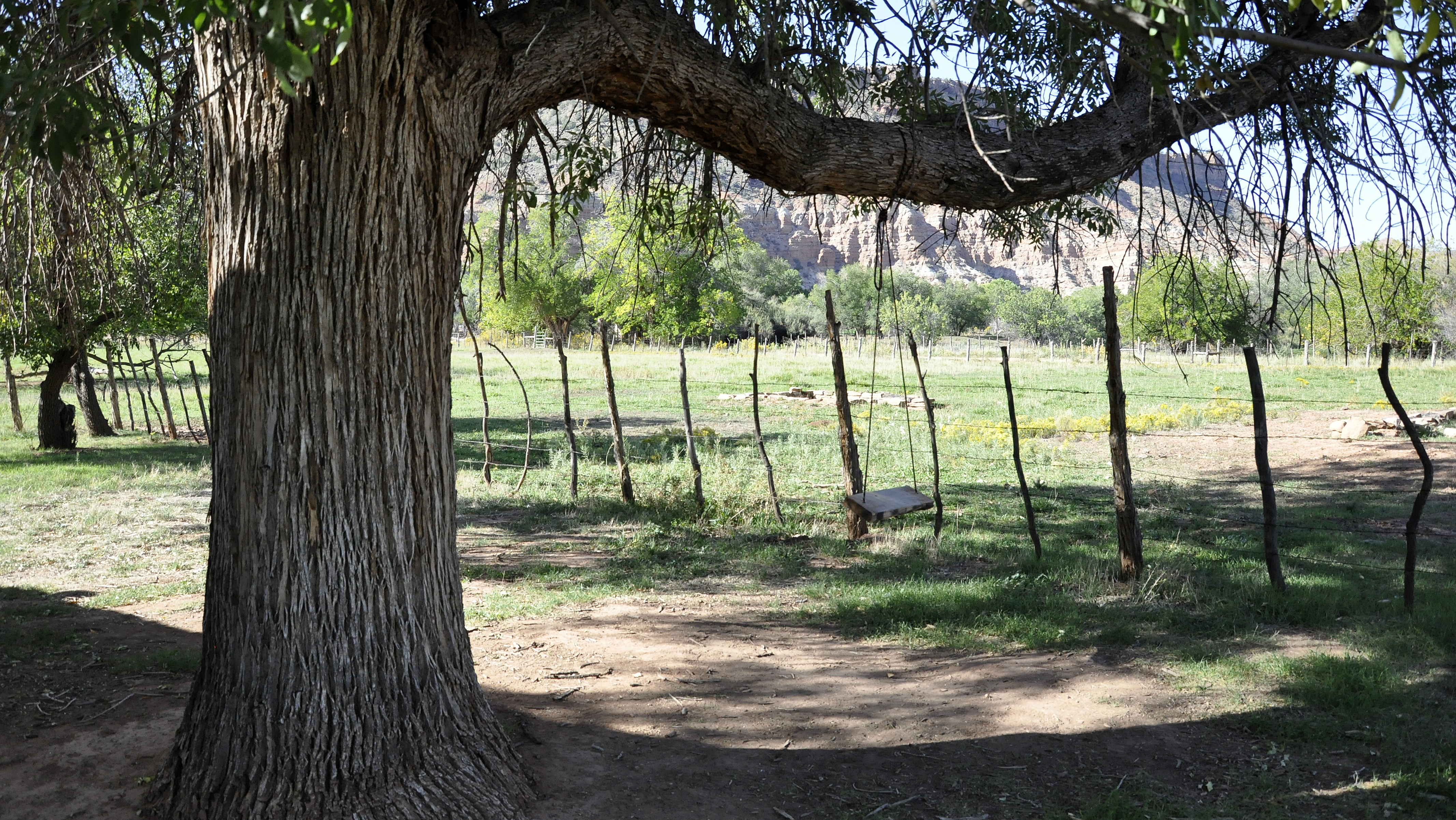
De boom met schommel